# 五倫
五倫（ごりん）は、儒教における5つの道徳法則、および徳目。主として孟子によって提唱された。「仁義礼智信」の「五常」とともに儒教倫理説の根本となる教義であり、「五教」「五典」と称する場合がある。

## 概要
中国最古の歴史書『書経』舜典にはすでに「五教」の語があり、聖王の権威に託して、あるべき道徳の普遍性を追求してこれを体系化しようとする試みが確認されている。
戦国時代にあらわれた孟子においては、秩序ある社会をつくっていくためには何よりも、親や年長者に対する親愛・敬愛を忘れないということが肝要であることを説き、このような心を「孝悌」と名づけた。そして、『孟子』滕文公（とうぶんこう）上篇において、「孝悌」を基軸に、道徳的法則として「五倫」の徳の実践が重要であることを主張した。
父子の親
父と子の間は親愛の情で結ばれなくてはならない。
君臣の義
君主と臣下は互いに慈しみの心で結ばれなくてはならない。
夫婦の別
夫には夫の役割、妻には妻の役割があり、それぞれ異なる。
長幼の序
年少者は年長者を敬い、したがわなければならない。
朋友の信
友はたがいに信頼の情で結ばれなくてはならない。
孟子は、以上の五徳を守ることによって社会の平穏が保たれるのであり、これら秩序を保つ人倫をしっかり教えられない人間は禽獣に等しい存在であるとした。なお、『中庸』ではこれを「五達道」と称し、君臣関係をその第一としている。

## さまざまな見解
江戸時代初期の日本の儒者林羅山は、自著『三徳抄』において朱子学（南宋の朱熹の学説）にもとづいて三徳を概説し、五達道（五倫）との関連を述べている。このように人間関係の理想を謳ったもので、その目的は常に五常を目指すものとされる。
千葉県夷隅郡御宿町には、五倫の名を冠した「五倫文庫」という財団法人が存在する。この呼び名は、御宿小学校が1902年に暴風雨（足尾台風）のために倒壊した際、校舎の再建費用を捻出するために、1908年、当時の御宿小学校長伊藤鬼一郎と村長式田啓次郎が、一戸当たり毎日五厘の日掛け貯金を呼びかけ、1914年に再建にこぎつけたことに、佐倉連隊区司令官の黒田善治が感服し、「五厘」と「五倫」をかけて、御宿小学校に「五倫黌」と記した扁額を贈った、というエピソードに由来する。五倫文庫は伊藤鬼一郎が収集した教科書のコレクションをもとに設立された、世界各国の初等教育教科書の専門図書館であり、御宿町歴史民俗資料館において公開されている。
カトリック教会は、「人はいかに五倫の道を完うしても、宗教をゆるがせにしては、人の道に欠けるところがあるのであります」「それゆえ、宗教を離れた社会秩序や道徳は、その根底を失ったものであって、実践的には甚だ不完全であると言わねばなりません」と五倫を部分評価はしつつも、全ての徳は神に根差すので、信仰がなければ不完全で不安定であるとしている。